# Silurichthys indragiriensis
Silurichthys indragiriensis (Сілуріхтис азійський) — вид риб з роду Silurichthys родини Сомові ряду сомоподібні.

## Опис
Загальна довжина сягає 10,5 см. Голова широка, дещо витягнута. Очі маленькі. Морда помірно опукла. Рот невеличкий. Є 3 пари помірно довгих вусів. Тулуб витягнутий, сильно сплощений з боків. Скелет складається з 46—50 хребців. Спинний плавець становить 4 м'яких променів. Грудні плавці крихітні. Анальний плавець довгий, з 45-56 м'яких променів. Анальний та хвостовий плавці поєднано. Хвостовий плавець роздвоєно, верхня лопать у 1,4—1,6 рази більша за нижню.
Забарвлення коричневе з дрібними темно-коричневими цятками, якими всіяно все тіло. вуси білого кольору.

## Спосіб життя
Зустрічається в річках з помірною течією та торф'яних болотах. Малорухлива риба. Протягом дня лежить під захисту укриття, насамперед опалим листям. Плаває хвилястими рухами тіла. Активна вночі. Живиться наземними комахами та водними членистоногими.

## Розповсюдження
Мешкає у водоймах Малаккського півострова, на островах Суматра, Бінтан, Банка, Белітунг.